# RKVV DEM
Rooms-Katholieke Voetbalvereniging Door Eendracht Macht, beter bekend als DEM, is een Nederlandse amateurvoetbalvereniging uit Beverwijk, provincie Noord-Holland. Het clubtenue bestaat uit een wit shirt met een blauwe 'V' erop. Daaronder dragen de spelers een blauwe broek en blauwe kousen.

## Elftallen
De club telt bijna 1.000 spelende leden en heeft als thuisbasis paviljoen 'De Boog'.
Het eerste zondagelftal van DEM is in het seizoen 2018/19 actief in de Hoofdklasse onder leiding van trainer Arvid Smit, die het stokje voor het seizoen 2017/18 overnam van zijn voorganger Rowdy Bakker die in de drie jaar dat hij de selectie onder zijn hoede had achtste, zesde en vierde werd. In 2018/19 heeft promovendus DEM beslag gelegd op de titel in de Hoofdklasse en komt daarom sinds 2019/20 uit in de Derde divisie.
Naast het eerste zondagelftal telt DEM negen seniorenteams waarvan er twee op zondag spelen en waarvan één vrouwenteam op de zaterdag uitkomt. De club is al enkele seizoen druk bezig met de ontwikkeling van senioren- en pupillenteams voor de vrouwen. Inmiddels spelen er elf meiden-/vrouwenteams bij de club. Het aparte Bestuur Vrouwen Voetbal is sinds het seizoen 2017/18 opgegaan in het Bestuur Voetbal zodat de mannen- en vrouwenafdeling eendrachtig samenwerken, zoals de naam van de club al zo mooi aangeeft.
Met de vele jeugdteams kenmerkt het zich als de grootste club uit Beverwijk, waar het speelt op Sportpark Adrichem waar ook nog drie andere clubs domicilie hebben gekozen. In de Tafel van Adrichem overlegt DEM met de overige clubs: De Kennemers, SV Beverwijk en Jong Hercules. DEM kent jeugdteams die opvallend hoog in de landelijke divisiestructuur uitkomen. Zo spelen alle selectieteams minimaal Hoofdklasse of hoger. De O15-1 en O19-1 komen beide uit in de Tweede divisie en de groei is er nog lang niet uit, zo lijkt steeds maar weer, want de O17-1 komt zelfs voor het tweede jaar uit in de Eerste divisie.

## Historie
De voetbalvereniging DEM is opgericht op 1 oktober 1922. Bij de oprichting van de vereniging schreef met de naam echter als DES, wat stond voor 'Door Eendracht Sterk'. Toen echter werd ontdekt dat al een andere club onder die naam speelde, werd de naam kort daarop aangepast in DEM. In het begin werden er vooral vriendschappelijke wedstrijden gespeeld. Niet lang daarna ging de club in competitieverband spelen.
DEM is vooral bekend om zijn levendige verenigingscultuur, de ruggengraat van de vereniging. Zonder die levendigheid kan de club niet groeien in ledental en in prestaties, zo is de gedachte in het Algemeen Bestuur. Dit bestuur legt dit jaar opnieuw een vernieuwde visie voor aan de Algemene Ledenvergadering van november waarmee opnieuw vier jaar vooruit kan worden gekeken.

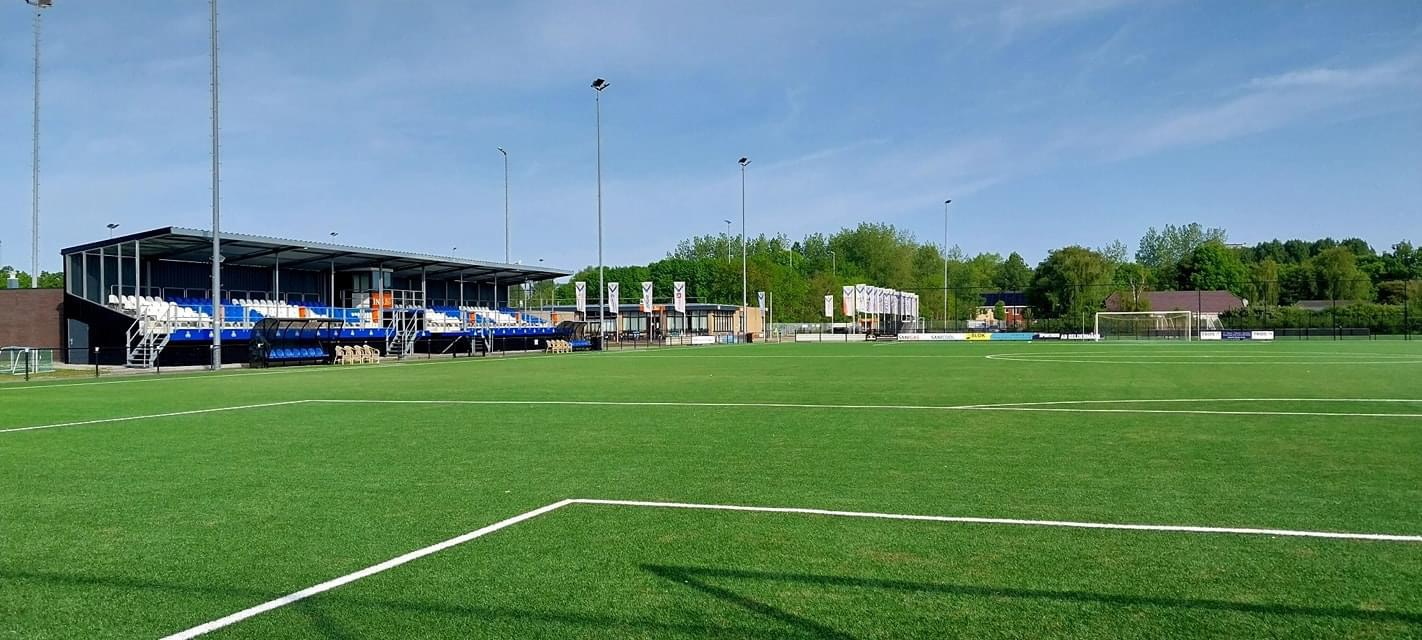
Tribune op het hoofdveld

## Accommodatie
DEM zit samen met voetbalverenigingen CVV Jong Hercules, De Kennemers en SV Beverwijk, de atletiekvereniging DEM, tennisvereniging DEM, de hockeyvereniging BHC Overbos en korfbalvereniging KV HBC op sportpark Adrichem gelegen aan de Sint Aagtendijk in oostelijk Beverwijk. Op deze locatie beschikt DEM over parkeervoorzieningen, vier velden, een gedeeld veld, een trainingsveld en een kabouterveld. Daarnaast is er het clubpaviljoen 'De Boog' en zijn er op meerdere locaties op het terrein kleedruimten gerealiseerd.
In 2021 werden nieuwe kleedkamers en een tribune geopend. Op de tribune met blauw-witte stoeltjes kunnen 224 mensen plaatsnemen.

## Competitieresultaten 1997–heden (zaterdag)
| 5 6A |

|  |

|  |

| 8 5B |

|  |

|  |

|  |

|  |

|  |

|  |

|  |

|  |

| 3 5B |

| 5 5B |

| 4 5A |

| 5 5A |

| 12 5A |

|  |

|  |

|  |

| 2 4D |

| 9 3A |

| 3 3B |

| - 3A |

| - 3A |

| 4 3A |

| 3 3A |

| 10 3A |

| Derde klasse | Vierde klasse | Vijfde klasse | Zesde klasse |

2017: de beslissingswedstrijd op 13 mei bij SV Wijk aan Zee om het klassekampioenschap in 4D werd met 1-0 gewonnen van FC Velsenoord.

## Competitieresultaten 1941–heden (zondag)
| 6 3B |

| 9 3B |

| 5 3A |

| 8 3A |

|  |

| 5 3C |

| 6 3B |

| 7 3A |

| 3 3B |

| 6 3C |

| 7 3A |

| 4 3B |

| 2 3C |

| 3 3A |

| 1 3A |

| 6 2A |

| 6 2B |

| 7 2A |

| 6 2A |

| 12 2A |

| 4 3A |

| 2 3A |

| 1 3A |

| 8 2A |

| 9 2B |

| 10 2A |

| 7 2A |

| 9 2A |

| 10 2A |

| 5 2A |

| 10 2A |

| 11 2A |

| 11 2A |

| 5 2A |

| 9 2A |

| 3 2A |

| 3 2A |

| 7 2A |

| 12 2A |

| 8 3B |

| 5 3B |

| 11 3B |

| 3 4C |

| 10 4C |

| 9 4C |

| 1 4C |

| 5 3B |

| 3 3B |

| 3 3B |

| 6 3B |

| 4 3B |

| 1 3B |

| 7 2A |

| 7 2A |

| 9 2A |

| 8 2A |

| 2 2A |

| 9 1A |

| 9 1A |

| 10 1A |

| 6 2A |

| 6 2B |

| 7 2B |

| 10 2A |

| 11 2A |

| 8 3B |

| 1 3B |

| 5 2A |

| 7 2A |

| 2 2A |

| 3 1A |

| 2 1A |

| 10 1A |

| 10 1A |

| 8 1A |

| 6 1A |

| 4 1A |

| 2 1A |

| 1 A |

| - |

| - |

| 12 |

| 10 |

| 13 A |

| Derde Divisie | Hoofdklasse | Eerste klasse | Tweede klasse | Derde klasse | Vierde klasse |

2012: de beslissingswedstrijd op 17 mei om het klassekampioenschap in 1A werd bij ADO '20 met 0-1 verloren van HFC EDO.
In elke staaf van de grafiek staat van boven naar beneden vermeld: 
- Eindnotering

Dit is de positie die de club heeft bereikt in de competitie, zonder eventuele beslissings-, play-off- of nacompetitiewedstrijden die nodig zijn geweest om bijvoorbeeld de kampioen van de competitie te bepalen.
Indien een * achter het getal staat is de notering een tussenstand en kan het zijn dat de notering niet overeenkomt met de uiteindelijke eindstand van de competitie.
Staat er een - dan is het seizoen nog bezig en is er geen definitieve uitslag bekend.
Staat er xx op de positie van de notering, dan heeft de club vroegtijdig de competitie verlaten. Dit kan onder andere komen door terugtrekking van het team, faillissement van de club of door een uitgedeelde straf van de KNVB. In veel gevallen staat elders in het artikel de reden vermeld.
Staat er een ? dan is het resultaat uit het verleden onbekend, en is alleen de competitie of het niveau bekend van dat seizoen.
In de seizoenen 2019/20 en 2020/21 werd wegens de coronacrisis het amateurvoetbal afgebroken. Daardoor kennen deze staven geen eindklassering (middels -- weergegeven).
- Competitieniveau en afdelingsletter of Officiële eindstand Eredivisie
  - Competitieniveau en afdelingsletter

Hierbij geeft het getal het niveau weer, dat ook terug te vinden is in de legenda. De letter is de afdelingsaanduiding en wordt gebruikt wanneer er meer afdelingen zijn op hetzelfde niveau. De afdelingsletter is altijd een hoofdletter en wordt meestal zonder nummer gebruikt.
Voorbeeld: 2F is niveau 2e klasse competitie F.
Het competitieniveau en nummer wordt niet vermeld wanneer er slechts één competitie van dit niveau was.
  - Officiële eindstand Eredivisie (getal staat tussen haakjes vermeld)

Sinds de introductie van play-offwedstrijden voor Europees voetbal na afloop van de reguliere competitie in 2005/06, is de KNVB verplicht een eindstand van de Eredivisie door te geven aan de UEFA aan de hand van deze play-offwedstrijden.
Bij deze eindstand staan clubs die zich hebben gekwalificeerd voor Europees voetbal hoger dan clubs die zich niet wisten te kwalificeren. Indien er geen verschil was tussen de eindnotering en de officiële eindstand, staat dit getal niet vermeld.

- Onderafdeling

Hier staat afgekort de naam van de onderafdeling indien de club in dat jaar in een onderafdeling uitkwam. Tevens staat deze afkorting in de legenda en wordt gelinkt naar het artikel over deze onderafdeling. Deze afkorting wordt alleen vermeld wanneer de club in het verleden in verschillende onderafdelingen heeft gespeeld. Deze vermelding is in de staaf altijd in kleine letters. Deze onderafdelingen zijn na het seizoen 1995/96 afgeschaft. Heeft de club in slechts één onderafdeling gespeeld, dan is dit alleen terug te vinden in de legenda.
Onder de staaf staat het jaartal vermeld waarin het seizoen is afgesloten. 15 verwijst naar het seizoen 2014/15 of eventueel het seizoen 1914/15.
Wanneer een staaf leeg is, zijn deze gegevens niet bekend. Het kan ook zijn dat de club dat seizoen niet heeft meegespeeld op het hogere amateurniveau, vroegtijdig de competitie heeft verlaten of uit de competitie is gezet.

In het seizoen 1944/45 was er wegens de Tweede Wereldoorlog geen regulier competitievoetbal.

## Bekende (oud-)trainers
- Fred André

## Bekende (oud-)spelers
- Quinten van den Heerik
- Milan Zonneveld

SV Beverwijk · RKVV DEM · CVV Jong Hercules · BVV De Kennemers · SV Wijk aan Zee